# Łękajny
Łękajny (niem. Landkeim) – przysiółek wsi Sątoczno w Polsce, położony w województwie warmińsko-mazurskim, w powiecie kętrzyńskim, w gminie Korsze.
W latach 1975–1998 przysiółek administracyjnie należał do województwa olsztyńskiego.
Nieco na północ od wsi przepływa Guber. Do Łękajn prowadzi droga gruntowa biegnąca od drogi Sątoczno - Krelikiejmy.

## Historia
Łękajny lokował wielki mistrz krzyżacki Winrich von Kniprode w roku 1368 na 8 włókach. Zasiedlone były przez wolnych Prusów.
W Łękajnach w roku 1727 urodził się Ernest Ahasver Henryk von Lehndorff, wnuk Ahasvera.
W roku 2004 w Łękajnach mieszkało 15 osób.